# Hell, konung! Säll och lyckosam
Hell, konung! Säll och lyckosam är en psalm med fyra 12-radiga verser författade av Johan Olof Wallin. Psalmen var med i 1819 års psalmbok. I 1937 års psalmbok medtogs inte denna psalm, då relationen mellan svenska folket och kungen hade ändrats radikalt i politiskt hänseende.
|  |
|  |

## Publicerad i
- 1819 års psalmbok som nr 300 under rubriken Med avseende på särskilda personer, tider och omständigheter. Överhet, undersåtar, fädernesland.